# Jungfraubahn
| |                 |                                   |              |
| Az alsó végállomás Kleine Scheideggen |                 |                                   |              |
| A Jungfraubahn útvonala |                 |                                   |              |
| Hossz: | 9,34 km         |                                   |              |
| Nyomtávolság: | 1000 mm         |                                   |              |
| Feszültség: | 1125 V 50 Hz ∆  |                                   |              |
| Üzemeltető: | Jungfraubahn AG |                                   |              |
| Maximális emelkedés: | 250 ‰           |                                   |              |
| Fogassínrendszer: | Strub           |                                   |              |
| A Wikimédia Commons tartalmaz Jungfraubahn témájú médiaállományokat. |                 |                                   |              |
| Kleine Scheidegg–Jungfraujoch |                 |                                   |              |
| \| \| 0,0 \| Kleine Scheidegg \| 2061 m tszfm \| \| \| \| csatlakozás a Wengernalpbahnhoz \| \| \| \| \| Lauterbrunnen és Grindelwald felé \| \| \| \| 1,0 \| Fallboden kiszolgáló állomás \| 2150 m tszfm \| \| \| \| Galéria 84 m \| \| \| \| 2,0 \| Eigergletscher \| 2320 m tszfm \| \| \| \| Alagút 2320 m \| \| \| \| 4,3 \| Eigerwand alagúti állomás \| 2864 m tszfm \| \| \| \| Alagút 2864 m \| \| \| \| 5,7 \| Eismeer alagúti állomás \| 3158 m tszfm \| \| \| \| Alagút 3158 m \| \| \| \| 9,3 \| Jungfraujoch alagúti állomás \| 3454 m tszfm \| |                 |                                   |              |
| | 0,0             | Kleine Scheidegg                  | 2061 m tszfm |
| |                 | csatlakozás a Wengernalpbahnhoz   |              |
| |                 | Lauterbrunnen és Grindelwald felé |              |
| | 1,0             | Fallboden kiszolgáló állomás      | 2150 m tszfm |
| |                 | Galéria 84 m                      |              |
| | 2,0             | Eigergletscher                    | 2320 m tszfm |
| |                 | Alagút 2320 m                     |              |
| | 4,3             | Eigerwand alagúti állomás         | 2864 m tszfm |
| |                 | Alagút 2864 m                     |              |
| | 5,7             | Eismeer alagúti állomás           | 3158 m tszfm |
| |                 | Alagút 3158 m                     |              |
| | 9,3             | Jungfraujoch alagúti állomás      | 3454 m tszfm |

A Jungfraubahn (JB) egy fogaskerekű vasút Svájcban, a Berni-felvidéken. Kleine Scheideggtől vezet az Eiger és a Mönch gyomrába fúrt alagúton át a Jungfraujochra, Európa legmagasabban fekvő vasútállomására. A 9,3 km-es pálya több mint 7 km-en keresztül alagútban vezet; a teljes szintkülönbség csaknem 1400 méter.
A vasutat üzemeltető társaság, a Jungfraubahn Holding kezében van a Wengernalpbahn is, amely Kleine Scheideggtől két irányba, Grindelwald és Lauterbrunnen felé biztosít csatlakozást. A két településről a Berner Oberland-Bahnen vonataival érhető el Interlaken.

## Története

### Tervezés
Az 1860-as évektől kezdve számos javaslat merült fel a Jungfraura vezető hegyi vasútra vonatkozóan, azonban ezek pénzügyi okokból nem valósultak meg. Többen is megbízást kaptak különböző tervekkel, 1891-ben Maurice Koechlin és Eduard Locher építési engedélyt is kapott, azonban ők sem tudták megvalósítani terveiket.
1893-ban Adolf Guyer-Zeller iparos kért koncessziót egy fogaskerekű vasútra, amely a Wengernalpbahn Kleine Scheideggi állomásától az Eiger és a Mönch gyomrába fúrt alagúton át jutna el a Jungfrau csúcsára. 1894-ben a Bundesrat ki is adta a koncessziót. Guyer-Zeller a kezdetektől fogva elektromos üzemben gondolkodott, ezért jogot szerzett rá, hogy a Lütschine folyó mindkét ágára erőművet telepíthessen.

### Építés
Az építkezés 1896. július 27-én kezdődött. A munkálatok nehezen haladtak. 1898. szeptember 19-én adták át az első, felszínen futó szakaszt az Eiger lábánál fekvő Eigergletscher állomásig.
Az alagutat robbantásokkal építették napi három nyolcórás műszakban. 1899-ben egy robbanás hat olasz munkás életébe került. Április 3-án meghalt Adolf Guyer-Zeller; a projekt irányítását fiai vették át. Augusztus 2-án megindult a forgalom az ideiglenes Rotstock állomásig. A következő, Eigerwandig tartó szakaszt csak 1903. június 28-án adták át. Két évre rá, július 25-én készült el az Eismeer megálló.
A megcsappant pénzügyi források és Adolf Guyer-Zeller halála miatt az eredeti terveket módosították, így Jungfraujoch lett az új végállomás. Az utolsó szakaszt végül 1912. augusztus 1-jén adták át. Az építkezés teljes költsége az előre becsült 10 millió helyett 14,9 millió svájci frank lett.

## Érdekességek
A vasút kicsinyített, valósághű mása a ticinói Swissminiatur makettparkban is látható.